# Opaltsjensko
Opaltsjensko (Bulgaars: Опълченско) is een dorp in het zuiden van Bulgarije. Het dorp is gelegen in de gemeente Kardzjali in de oblast Kardzjali. Het dorp ligt hemelsbreed 4 km ten zuiden van Kardzjali en 207 km ten zuidoosten van de hoofdstad Sofia.

## Bevolking
Het dorp Opaltsjensko had bij een schatting van 2020 een inwoneraantal van 1.004 personen. Dit waren 67 mensen (7,2%) meer dan 937 inwoners bij de officiële census van februari 2011. De gemiddelde jaarlijkse groei in die periode komt daarmee uit op 0,7%, hetgeen hoger is dan het landelijk jaarlijks gemiddelde over deze periode (-0,63%). In 1985 woonden er echter nog 1.080 personen in het dorp: veel etnische Turken (en andere moslims) verlieten destijds Bulgarije als gevolg van de assimilatiecampagnes van het communistisch regime van Todor Zjivkov, waarbij alle Turken en andere moslims in Bulgarije christelijke of Bulgaarse namen moesten aannemen en afstand moesten doen van hun islamitische gewoonten.
- 1934 222
Koninkrijk Bulgarije
- 1946 257
Volksrepubliek Bulgarije
- 1956 265
Volksrepubliek Bulgarije
- 1965 322
Volksrepubliek Bulgarije
- 1975 656
Volksrepubliek Bulgarije
- 1985 1080
Volksrepubliek Bulgarije
- 1992 848
Republiek Bulgarije
- 2001 854
Republiek Bulgarije
- 2011 937
Republiek Bulgarije
- 2020 1004
Republiek Bulgarije

- Koninkrijk Bulgarije
- Volksrepubliek Bulgarije
- Republiek Bulgarije

In het dorp wonen grotendeels etnische Turken. In de optionele volkstelling van 2011 identificeerden 269 van de 387 ondervraagden zichzelf als etnische Turken - oftewel 69,5% van alle ondervraagden. 77 ondervraagden noemden zichzelf etnische Bulgaren (19,9%).
| Etnische samenstelling van de respondenten (2011) | Etnische samenstelling van de respondenten (2011) | Etnische samenstelling van de respondenten (2011) | Etnische samenstelling van de respondenten (2011) | Etnische samenstelling van de respondenten (2011) |
| ------------------------------------------------- | ------------------------------------------------- | ------------------------------------------------- | ------------------------------------------------- | ------------------------------------------------- |
|                                                   |                                                   |                                                   |                                                   |                                                   |
| Bulgaren                                          | Bulgaren                                          |                                                   | 19,9%                                             | 19,9%                                             |
| Turken                                            | Turken                                            |                                                   | 69,5%                                             | 69,5%                                             |
| Roma                                              | Roma                                              |                                                   | 0,0%                                              | 0,0%                                              |
| Anders/Onbekend                                   | Anders/Onbekend                                   |                                                   | 10,6%                                             | 10,6%                                             |